# Microclima

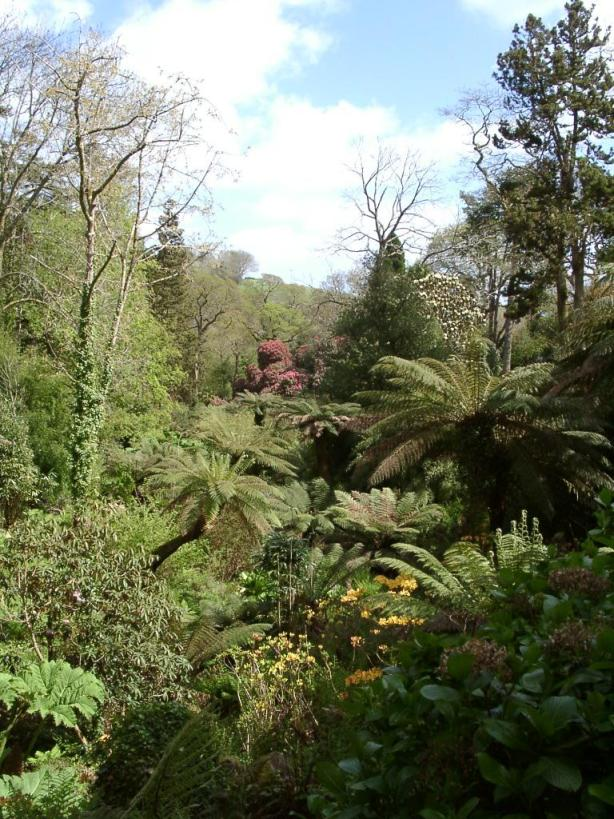
Local com microclima

O microclima é área relativamente pequena cujas condições atmosféricas diferem da zona exterior. Os microclimas geralmente formam-se quando há barreiras geomorfológicas, ou elementos como corpos de água ou vegetação. Há ainda casos de microclimas urbanos, onde as construções e emissões de poluentes atmosféricos dão origem ao aumento da temperatura, tal como da composição natural do ar, provocando diferenças de temperatura, composição da atmosfera, umidade e precipitação, entre outros componentes do clima.